# Сидушкин, Нифонт Афанасьевич
Ни́фонт Афана́сьевич Сиду́шкин (12 апреля 1898, Амануры, Козьмодемьянский уезд, Казанская губерния, Российская империя — 5 августа 1975, Киев, Украинская ССР, СССР) — марийский советский и российский композитор, хоровой дирижёр, музыкальный педагог и общественный деятель. Классик и пропагандист марийской музыкальной культуры. Преподаватель, руководитель хора и симфонического оркестра Марийского техникума искусств / Музыкального училища имени И. С. Палантая в г. Йошкар-Оле (1934—1942), художественный руководитель Марийской государственной филармонии (1942—1946), основатель и руководитель хора Марийского радио (1944—1953). Председатель оргкомитета Союза композиторов Марийской АССР (1943—1952), первый председатель Марийского отделения Всероссийского хорового общества (1958). Заслуженный деятель искусств РСФСР (1970). Заслуженный деятель искусств Марийской АССР (1956). Участник Гражданской войны в России.

## Биография
Родился 12 апреля 1898 года в деревне Амануры ныне Горномарийского района Марий Эл в крестьянской семье.
В 1909 году окончил Черемисскую школу при Казанской учительской семинарии, в 1916 году — Казанскую инородческую учительскую семинарию.
После её окончания в 1916 году учительствовал в селе Верхний Услон Свияжского уезда, позже работал в селе Еласы Козьмодемьянского уезда Казанской губернии.
Участник Гражданской войны в России: в 1919—1921 годах — инструктор по культпросветработе РККА.
В 1921—1922 годах — заведующий и преподаватель Козьмодемьянской музыкальной школы.
В 1928 году первым среди мари окончил Московскую консерваторию. Занимался по хоровому дирижированию у А. В. Александрова и П. Г. Чеснокова и музыкально-теоретическим дисциплинам — у Г. Э. Конюса.
В 1928—1932 годах — директор Омского музыкального училища, в 1932—1934 годах — завуч Пермского музыкального техникума.
В 1934 году переехал в г. Йошкар-Олу: преподаватель хоровых и теоретических дисциплин, руководитель хора и симфонического оркестра в Марийском техникуме искусств / Музыкальном училище имени И. С. Палантая.
В 1942—1946 годах — художественный руководитель Марийской государственной филармонии, в 1944—1953 годах — основатель и руководитель хора Марийского радио.
В 1974 году, похоронив жену, переехал на постоянное проживание к старшей дочери в Киев, где и умер 5 августа 1975 года, похоронен там же.  

## Музыкальное творчество и деятельность
Получил большую известность как мастер хорового письма, автор песен, романсов, инструментальных произведений, музыки к спектаклям[./Сидушкин,_Нифонт_Афанасьевич_(композитор)#cite_note-_d8b2cc506f158872-1 [1]]. Пропагандировал в Марийской республике народные и массовые песни. Многие его произведения выдержаны в характере распевных народных песен, некоторым из них свойственна развитая куплетно-вариационная форма, в них широко представлена бытовая тематика.
Однако основное место в его творчестве заняла хоровая музыка. Он делал обработки народных песен для хоров и сочинял оригинальные произведения. Наиболее значимые и известные его произведения: «Песня о Йошкар-Оле», «Родина», обработки песен «Всходит солнце» и «На утренней заре». 
Известны его камерно-инструментальные ансамбли — Марийская сюита для струнного квартета (1944); Поэма для скрипки и фортепиано (1955); хоры — сюита «Урожай» (на слова марийских поэтов), 5 свадебных песен для женского хора (1942), около 50 смешанных хоров в сопровождении фортепиано (23 песни вошли в сборник «Муро-Влак», Йошкар-Ола, 1959) и a cappella; детские песни (1961—1963), а также музыка к спектаклям Марийского театра драмы им. М. Шкетана.
Занимался и общественной деятельностью: с 1940 года — член Союза композиторов СССР, в 1943—1952 годах — председатель оргкомитета Союза композиторов Марийской АССР, в 1958 году — первый председатель Марийского отделения Всероссийского хорового общества.     
За вклад в развитие советского и марийского музыкального искусства в 1956 году ему присвоено звание «Заслуженный деятель искусств Марийской АССР», а в 1970 году — почётное звание «Заслуженный деятель искусств РСФСР». Награждён орденами «Знак Почёта», Трудового Красного Знамени, медалями, Почётной грамотой Президиума Верховного Совета РСФСР и четырежды — Почётной грамотой Президиума Верховного Совета Марийской АССР.  

## Признание
- Заслуженный деятель искусств РСФСР (1970)[1][4]
- Заслуженный деятель искусств Марийской АССР (1956)[1][3][4]
- Орден Трудового Красного Знамени (1967)[1][4]
- Орден «Знак Почёта» (1946)[1][4]
- Медаль «За доблестный труд в Великой Отечественной войне 1941—1945 гг.» (1946)[4]
- Юбилейная медаль «За доблестный труд. В ознаменование 100-летия со дня рождения Владимира Ильича Ленина» (1970)[1][4]
- Почётная грамота Президиума Верховного Совета РСФСР (1960)[1][3]
- Почётная грамота Президиума Верховного Совета Марийской АССР (1945, 1946, 1951, 1958)[1][3]

## Память
- С 1998 года его имя носит симфонический оркестр Йошкар-Олинского музыкального училища имени И. С. Палантая[1][3].
- В фондах Национального музея Республики Марий Эл имени Т. Евсеева хранится портрет композитора Н. А. Сидушкина[6].